# (204702) Péquignat
(204702) Péquignat est un astéroïde de la ceinture principale.

## Description
(204702) Péquignat est un astéroïde de la ceinture principale. Il fut découvert le 19 mars 2006 à Vicques par Michel Ory. Il présente une orbite caractérisée par un demi-grand axe de 2,81 UA, une excentricité de 0,15 et une inclinaison de 8,8° par rapport à l'écliptique.
Il est nommé d'après le héros populaire Pierre Péquignat.